# Quaregnon
Quaregnon (dialectul picard: Cwargnon) este o comună francofonă din regiunea Valonia din Belgia. Comuna Quaregnon este formată din localitățile Quaregnon și Wasmuel. Suprafața sa totală este de 11,08 km². La 1 ianuarie 2008 avea o populație totală de 18.789 locuitori. 
Comuna Quaregnon se învecinează cu comunele Boussu, Colfontaine, Frameries, Mons și Saint-Ghislain.

## Localități înfrățite
- Franța: Condé-sur-l'Escaut ;
- Franța: Aÿ;
- Italia: Assoro.